# Otavalo (canton)
Otavalo est un canton d'Équateur situé dans la province d'Imbabura.